# Microsoft PowerPoint
Microsoft PowerPoint je program za izradu prezentacija. Proizvod je kompanije Microsoft i sastavni je dio programskog paketa Microsoft Office.

## Namjena
Microsoft PowerPoint služi za izradu multimedijalnih prezentacija, omogućujući dodavanje efekata, slika, zvukova, poveznica i sl. rabi se kao sredstvo pomoći u predavanjima i predstavljanjima nekih problema, proizvoda, usluga.

## Verzije
- PowerPoint (1987. – 1994., Windows i macOS)
- PowerPoint 95 (1995., Windows)
- PowerPoint 97 (1997., Windows)
- PowerPoint 98 (1998., macOS)
- PowerPoint 2000 (1999., Windows)
- PowerPoint 2001 (2000., macOS)
- PowerPoint XP (2001., Windows)
- PowerPoint v. X (2001., macOS)
- PowerPoint 2003 (2003., Windows)
- PowerPoint 2004 (2004., macOS)
- PowerPoint 2007 (2007., Windows)
- PowerPoint 2008 (2008., macOS)
- PowerPoint 2010 (2010., Windows)
- PowerPoint 2011 (2010., macOS)
- PowerPoint 2013 (2013., Windows, iOS, Android, iPadOS)
- PowerPoint 2016 (2015., Windows, macOS, Android, iOS)
- PowerPoint 2019 (2018., Windows, macOS)

## Datotečni formati
Osnovni formati koje Microsoft PowerPoint rabi za spremanje svojih dokumenata Su PowerPointova prezentacija (PPTX), ekstenzija .pptx i PowerPointova projekcija (PPS), ekstenzija .pps.
Microsoft Powerpoint može dokumente spremati i u XML formatu, kao PowerPointov predložak (POT) i drugima.